# Extimitat
L'extimitat és la paradoxa segons la qual la intimitat perd el caràcter privat per esdevenir pública; la nostra privacitat ha esdevingut tan important que cal mostrar-la, sobretot l'exposició a les xarxes socials de la intimitat per buscar l'aprovació dels altres. Les fotos de les bodes, del Nadal, de la calçotada, dels fills… tot ha esdevingut d'alguna manera públic, o si més no, no privat. Això, segons els psicòlegs, provoca un canvi en la nostra imatge, en la forma en què ens relacionem amb els altres, i no és innòcua. Segons Sergi Pàmies: “comporta nous riscos i modifica jerarquies de valors que poden traslladar-se a:
- la política (amb una fàcil expansió d'opcions extraordinàriament radicals que no tindrien cap possibilitat fora de la xarxa, el que s'ha anomenat “el contagi de l'odi”)
- la propietat (amb la instauració d'una mena de comunisme llibertari basat, presumptament, an compartir el que es té, dinamitant infinitat de drets i inèrcies industrials amb la coartada de la barata economia digital)
- a la sexualitat (possibilitat de multiplicar, més enllà dels convencionalismes, noves formes de participació, activa o passiva)”.

Després de Lacan, l'extimitat, per oposició a la intimitat, és, com ha estat definit pel psiquiatre Serge Tisseron, el desig de fer visibles certs aspectes d'un mateix fins llavors considerats part de la intimitat. És constitutiu de l'individu i necessari per al seu desenvolupament anímic, sobretot per a una bona imatge d'un mateix. Així, l'extimitat s'ha de distingir de l'exhibicionisme, que és patològic i repetitiu, inscrit en un ritual mòrbid.
En un sentit diferent però lligat a Lacan, la paraula "extim" pot ser utilitzada per a traduir la paraula anglesa uncanny, utilitzada sobretot per a descriure el concepte de la vall inquietant.

## Història del concepte
Es troba «extim» en un article d'Albert Thibaudet en la Nouvelle Revue Française, datat de l'1 de juny 1923, «Lettres et journaux»: 
"M. Barrès, en una entrevista recent, anomenava la seva Crònica de la Gran Guerra un diari íntim de França. Quin singular contrasentit! I com aquest periodisme, que és de l'acció, de l'acció enèrgica, viva i voluntàriament parcial, s'assembla poc a un diari íntim, acte d'intel·ligència, mirall de la clarividència del repòs en què l'ésser humà s'atura de viure per comprendre. Cal Maurras i cal Amiel, com cal Barrès i Montaigne; cal també escollir entre els dos destins, i la Crònica en té tot de la primera, res de la segona. És com el diari de França, tot el que es pot imaginar de més extim».
«Extim» designa el que es gira cap a fora, en contacte amb els esdeveniments exteriors. En un sentit anàleg Jean Echenoz utilitza «extim» en la seva primera novel·la, El meridià de Greenwich (1979). Fa de Byron, el seu heroi, un personatge: «sense lligam sensible, sense ancoratge particular. No quedant-se ni amb els objectes ni amb les decoracions, travessa l'espai amb una inatenció sincera. Mai no havia pogut adquirir la noció de domiciliació, modelar-se a l'imperatiu cívic del lloc privat, íntim, adhesiu. […] Així, a París, el seu despatx del passeig Haussmann i el seu pis del carrer Pétrarque, pols rigorosos d'una quotidianitat binària, li eren igualment familiars i estrangers, tan íntims com extims, semblants, per exemple, a una cabina d'ascensor, a la sala d'espera d'un dentista, o a la terrassa d'una tabaqueria del moll Voltaire».
La paraula extimitat és proposada per Jacques Lacan al seu seminari XVI de l'any 1969 (publicat l'any 2006, pàgina 249). La paraula és, en l'època, sobretot utilitzada com una traducció de l'unheimlich de Freud, i serveix igualment per a traduir l'uncanny anglès, que es troba sobretot en el concepte de vall inquietant.
Sarja Tisseron el torna a fer servir donant-hi un significat diferent en la seva obra La intimitat sobreexposada (ed. Ramsay, agost 2001), consagrat al fenomen «Loft Story». Pretén oposar-se a la paraula «exhibicionisme» utilitzat pels lofters, que li semblava inadequat.
La paraula entra ràpidament en el llenguatge corrent. Michel Tournier publica un «Journal extime» l'any 2002.

### Extimitat en internet
Els blocs -en particular adolescents- i les xarxes socials d'internet –com Facebook, Instagram o Myspace– reconfiguren la relació entre extimitat i intimitat. El desig d'extimitat només es deixa veure quan el desig d'intimitat està satisfet. Si la intimitat de cadascú no és segura com en les noves xarxes, el desig d'extimitat que s'hi manifesta el faran callar.